# Marc Tarabella
Marc Tarabella (Ougrée, 11 maart 1963) is een Belgisch politicus die jarenlang actief was voor de PS.

## Levensloop
Hij werd geboren in het gezin van een arbeider die afkomstig was uit het Italiaanse Toscane en werd licentiaat in de sociologie aan de Universiteit van Luik. Van 1988 tot 1990 werkte hij in de kabinetten van de Waalse minister-presidenten Guy Coëme en Bernard Anselme om vervolgens van 1990 tot 1994 in dienst te gaan bij de Caisse générale d'épargne et de retraite (CGER/ASLK). Daarna was hij bankbediende bij Generale Bank en Fortis.
In 1988 werd hij voor de PS verkozen tot gemeenteraadslid van Anthisnes, waar hij sinds 1995 burgemeester is. In juni 2004 werd hij lid van het Europees Parlement ter opvolging van Michel Daerden, die verkoos om niet te zetelen. Hij bleef dit tot in juli 2007 en werd toen minister van Opleiding in de Waalse Regering en minister van Jeugd en Onderwijs voor Sociale Promotie in de Franse Gemeenschapsregering. Hij bleef zijn ministeriële functies uitoefenen tot in juli 2009.
In juni 2009 werd hij terug Europees Parlementslid als opvolger van Jean-Claude Marcourt. Bij de verkiezingen van mei 2014 werd hij voor het eerst rechtstreeks verkozen, met 86.000 voorkeurstemmen. Bij de Europese verkiezingen van mei 2019 stond hij als eerste opvolger op de lijst, maar omdat verkozene Paul Magnette besliste om niet te zetelen, kon hij in het Europees Parlement blijven zetelen. Hij bleef Europarlementslid tot in juni 2024.

## Qatargate
In december 2022 kwam Tarabella in opspraak in een onderzoek naar omkoping van leden van het Europees Parlement door Qatar, om besluiten van het parlement omtrent dat land in gunstige zin te beïnvloeden. Als vicevoorzitter van de Delegatie voor Betrekkingen met het Arabisch Schiereiland, een functie die hij uitoefende van 2019 tot 2023, kwam hij in het vizier van het onderzoek en werd een huiszoeking bij hem uitgevoerd, waarbij een computer en een gsm in beslag werden genomen. Vervolgens werd hij tijdelijk geschorst door de socialistische fractie van het Europees Parlement en diende hij voor de deontologische commissie van zijn partij te verschijnen. Ook deze besliste om Tarabella tijdelijk te schorsen als lid van de PS.
In het kader van het gerechtelijk onderzoek naar het omkoopschandaal vroeg het Belgische gerecht in januari 2023 de opheffing van de parlementaire onschendbaarheid van Marc Tarabella. Daarnaast beweerde een van de verdachten in de zaak, Pier Antonio Panzeri, die als spijtoptant zijn medewerking aanbood aan het onderzoek, dat hij aan Tarabella 120.000 tot 140.000 euro zou hebben overhandigd, als geschenk omdat hij Panzeri hulp had aangeboden in aan Qatar gelinkte dossiers. Hoewel Tarabella nog niet officieel in beschuldiging werd gesteld noch verhoord was in het kader van het onderzoek, werd hij na deze verwikkelingen tijdelijk uit de socialistische fractie van het Europees Parlement verwijderd. Ook werd hij uit de PS gezet, al sloot de partij niet uit dat hij opnieuw lid kan worden van de partij als de beschuldigingen tegen hem niet bewezen konden worden. Hierdoor moest hij als onafhankelijke in het Europees Parlement gaan zetelen. In februari 2023 stemde het Europees Parlement in met de opheffing van de parlementaire onschendbaarheid van Tarabella.
Op 10 februari 2023 werd Tarabella opgepakt voor verhoor in het corruptieonderzoek en liet het federaal parket een bankkluis van hem in Luik doorzoeken, evenals enkele kantoren in het gemeentehuis van Anthisnes. De volgende dag verscheen hij voor de onderzoeksrechter, die hem aanhield op verdenking van corruptie, witwassen en bendevorming. Na twee maanden in de gevangenis te hebben doorgebracht werd Tarabella in april 2023 opnieuw op vrije voeten gesteld, al werd hij wel onder elektronisch toezicht geplaatst.